# Karel Jarolím
Karel Jarolím (Čáslav, 23 agosto 1956) è un allenatore di calcio ed ex calciatore ceco.
Nella sua carriera da calciatore, dopo avere giocato per diversi anni in Cecoslovacchia vestendo le maglie di Dukla e Slavia Praga, giocò anche in Francia per poi tornare in patria dove concluse la carriera.
Durante la sua esperienza da allenatore ha allenato per diversi anni lo Slavia Praga, vincendo due campionati consecutivi (2007-08 e 2008-09) e ottenendo il riconoscimento di allenatore ceco dell'anno.

## Biografia
È il padre di due calciatori, Lukáš e David Jarolím. Suo nipote, Marek Jarolím, è anch'esso un calciatore che ha anche allenato nello Slavia Praga. Oltre ai due figli ha anche un'altra figlia, Anette Jarolím, che gioca a floorball.

## Carriera

### Calciatore

#### 1971-1980: Gli esordi e il successo in campionato con il Dukla Praga
Dopo avere giocato nelle giovanili del SK Třemošnice a soli quindici anni entra nella prima squadra del Pardubice, dove rimane fino a luglio del 1997, quando viene acquistato dallo Slavia Praga, la migliore squadra della Repubblica Ceca dietro i rivali concittadini dello Sparta. Nella stagione 1977-78 i biancorossi giungono al quarto posto in campionato e Jarolím, dopo avere vinto una Coppa Piano Karl Rappan, a fine stagione passa ai rivali del Dukla Praga dove vincerà il suo primo e unico titolo di campione cecoslovacco nel 1979. A fine stagione passa al Dukla Tábor dove vive un'esperienza annuale fino al mese di luglio dell'80' quando ritorna allo Slavia Praga.

#### 1980-1987: Slavia Praga
Comincia la stagione 1980-81 nelle file dello Slavia Praga, ma in questa stagione lo Slavia non raggiunge mai i vertici di classifica e conclude al settimo posto un campionato mediocre. Negli anni a seguire la squadra finirà i tornei al settimo e al sesto posto non riuscendo a giocare una competizione Europea. Nel 1984 la squadra rischia la retrocessione salvandosi nelle ultime giornate. Nel successivo campionato lo Slavia si riscatta trovando la terza posizione in classifica, che gli vale l'accesso alla Coppa UEFA. Nel 1986 trova un discreto sesto posto. In Coppa UEFA dopo avere vinto 1-0 a Praga contro gli scozzesi del St. Mirren perdono 3-0 a Paisley e vengono eliminati. I biancorossi si riscattano vincendo la Coppa Piano Karl Rappan. Nella stagione seguente il campionato dello Slavia termina nuovamente al sesto posto e Jarolím decide di lasciare la squadra, passando a luglio al Rouen, in Francia. Lascia un indelebile segno a Praga con 215 presenze e 48 reti in campionato.

#### 1988-1991: In Francia con Rouen e Amiens
Nella prima stagione in Francia il Rouen giunse vicino alla promozione in Division 1 arrivando al quarto posto in campionato. Alla sua seconda stagione al Rouen trovò un undicesimo posto in campionato di Ligue 2. In Coppa il Rouen affrontò il Lilla: dopo il 4-0 dell'andata a Lilla il Rouen trovò un successo di misura in casa, ma ciò ovviamente non bastò al raggiungimento del turno successivo. Nella stagione 1989-90 il Rouen conclude al terzo posto il proprio torneo sfiorando nuovamente la promozione in massima serie. In Coppa di Francia la squadra perde 1-0 sul Nîmes.
Dopo 13 reti in 79 incontri al Rouen nel luglio del 1990 passa all'Amiens, rimanendo nel paese transalpino ma andando a giocare in un livello minore rispetto alla precedente annata. Realizza 13 reti in 27 partite. Nel luglio del 1991 torna in Repubblica Ceca nuovamente allo Slavia Praga.

#### 1991-1996: Gli ultimi anni in patria
Ritorna allo Slavia Praga e nella stagione del ritorno lo Slavia conclude al quarto posto il torneo, riuscendo ad accedere alla Coppa UEFA a cui Jarolím dovrà rinunciare, accontentandosi della sua terza e ultima Coppa Piano Karl Rappan: infatti a luglio passa al Viktoria Žižkov, squadra in cui rimarrà sino a gennaio del 93' quando passerà allo Švarc Benešov rimanendo nella squadra di Benešov fino al 1994. Nell'estate del 1994 ritorna a Praga per giocare con il Bohemians Praga riuscendo a disputare il suo primo campionato ceco: in campionato la squadra riporta diversi risultati negativi che condurranno la squadra verso la retrocessione. L'ultima stagione la gioca nelle file del Česká Lípa nel 1995.
Conclude la carriera agonistica giocando fino a 39 anni ad alti livelli.

### Allenatore

#### 1997-2005: I primi incarichi
Nel 1997 intraprende la carriera da allenatore con il Marila Příbram, ma la situazione del Příbram in campionato è difficile: la squadra riesce a raggiungere la salvezza per soli due punti. Tra il 1998 e il 2000 rimane svincolato e solo nell'estate del 2000 lo Slavia Praga lo chiama per guidare la squadra alla vittoria del titolo nazionale: Jarolím, nonostante abbia guidato la squadra al secondo posto in campionato e quindi alla Coppa UEFA, viene battuto dai rivali dello Sparta che vincono il campionato. Torna in Francia nell'estate del 2001 per allenare lo Strasburgo, squadra che milita in Ligue 2. La squadra francese a fine stagione ottiene il secondo posto in campionato, giungendo alla promozione in Ligue 1. In coppa nazionale lo Strasburgo raggiunge gli ottavi di finale dove affronta e batte per 2-1 il US Lusitanos Saint-Maur, squadra di National, arrivando ai quarti; il Sedan è l'avversario dello Strasburgo, che perde contro gli avversari per 1-0 uscendo dalla competizione. Il ceco viene confermato e inizia la stagione in Ligue 1. A due giornate dal termine del torneo lo Strasburgo è aritmeticamente salvo, finendo al tredicesimo posto. In Coppa di Francia lo Strasburgo non raggiunge gli ottavi di finale. Al termine della stagione Karel torna ad allenare in patria il Synot. Inoltre disputa la Coppa Intertoto 2003: nella competizione il Synot affronta subito i serbi dell'OFK Belgrado sconfiggendoli per 4-3 e accedendo al turno successivo; incontrano i tedeschi del Wolfsburg che con un netto 3-0 estromettono la squadra di Jarolím dal torneo. La squadra disputa un buon campionato arrivando ai vertici di classifica. Nel 2005 la squadra FC Synot rinominata Slovácko viene penalizzata di 12 punti, costringendo Jarolím a un campionato difficile: alla fine delle trenta giornata lo Slovácko totalizza 32 punti, giungendo al dodicesimo posto e mantenendosi in Gambrinus Liga anche per la stagione seguente. Senza la penalizzazione la squadra sarebbe salita sino al settimo posto. In Coppa della Repubblica Ceca Jarolím guida i suoi sino alla finale giocata e poi persa di misura contro il Baník Ostrava per 2-1. Ad aprile ritorna ad allenare i Sešívaní.

#### 2005-2010: Slavia Praga

##### Stagione 2005-2006
Ad aprile si ritrova ad allenare nuovamente i calciatori dello Slavia Praga dopo l'esperienza della stagione 2000-01. Jarolím non riesce ad agguantare un imprendibile Sparta Praga ma conquista il secondo posto davanti a squadre tenaci come Teplice e Sigma Olomouc. Rimane sulla panchina dello Slavia anche per la successiva stagione: giocando in Europa lo Slavia elimina gli irlandesi del Cork City 4-1 e accede alla fase a gironi che riesce a passare come terza squadra: inserita nel gruppo A assieme a Monaco, HSV, Viking e CSKA Sofia riesce ad arrivare al terzo posto con quattro punti passando ai trentaduesimi per differenza reti; affronta il Palermo che batte i cechi per la regola dei gol fuori casa dopo il pari 2-2. In campionato erano in corsa per il titolo Slovan Liberec, Teplice, Mladá Boleslav e Slavia Praga: il campionato va per pochi punti al Liberec davanti a Boleslav, Slavia e Teplice.

##### Biennio 2006-2008
Jarolím conquista un posto in Coppa UEFA è viene confermato anche per la stagione 2006-2007. In Coppa UEFA lo Slavia elimina gli azeri del Karvan 2-0 e prosegue al turno successivo dove incontra il Tottenham che escluderà i cechi dalla competizione con un doppio 1-0. In campionato la squadra di Jarolím arriva a giocarsi l'ennesimo titolo con Sparta Praga, Slovan Liberec e Mladá Boleslav. La spunterà con una giornata d'anticipo lo Sparta e nella volata per il secondo posto trionferà lo Slavia su Mladá e Slovan. In Champions League lo Slavia Praga elimina lo Žilina e passa al turno successivo incontrando gli olandesi dell'Ajax è lo Slavia riesce a passare vincendo 1-0 ad Amsterdam e 2-1 a Praga. Ai gironi viene inserito nel Girone H comprendente Arsenal, Siviglia, Steaua Bucarest: conclude al terzo posto dietro Arsenal e Siviglia con cinque punti, accedendo ai sedicesimi di Coppa UEFA e incontrando ancora il Tottenham che sconfigge lo Slavia per 3-2. Il campionato viene deciso nelle ultime giornate e a vincerlo è lo Slavia di Jarolím che vince davanti allo Sparta, al Baník, al Brno e al Teplice racchiuse in quattro punti.

##### Stagione 2008-2009
Nella stagione successiva la squadra gioca la Champions trovando la Fiorentina che elimina lo Slavia per 2-0. La squadra passa in Coppa UEFA dove affronta i rumeni del Vaslui per la regola dei gol fuori casa. Nella fase a gironi la squadra viene inserita con Žilina, Ajax, Aston Villa e HSV ma la squadra totalizza solo due punti e viene eliminata. Il campionato comincia bene per lo Slavia che però deve guardarsi dalle solite Sparta e Slovan Liberec. A due giornate dal termine lo Slavia si incorona per la seconda volta campione della Repubblica Ceca davanti a Sparta e Slovan Liberec.

##### Stagione 2009-2010
Comincia la stagione 2009-2010 per il quinto anno consecutivo alla guida dello Slavia, cominciando la stagione dalle competizioni europee: affrontano in Champions lo Sheriff Tiraspol con cui pareggiano 1-1 è per la regola dei gol in trasferta lo Slavia esce dalla Champions. Lo Slavia giunge in Europa League dove affronta e batte la Stella Rossa di Belgrado con un netto 3-0 a Praga e una sconfitta di misura 2-1 in Serbia. Lo Slavia è inserito nel Girone B dove con Genoa, Valencia e Lille giunge all'ultimo posto nel girone e viene eliminato. In campionato deve difendere il titolo dell'anno precedente ma già nella prima parte di campionato lo Slavia si trova in difficoltà, quindi la società decide di esonerare Jarolím già nel mese di marzo. A giugno viene richiamato sulla panchina dello Slavia ma a settembre lascia l'incarico per allenare lo Slovan Bratislava.

#### 2010-2011: Slovan Bratislava e Al-Ahli
A settembre del 2010, dopo un brutto inizio di stagione, lascia lo Slavia Praga per allenare lo Slovan Bratislava, squadra slovacca che con Jarolím punta ai vertici del campionato. Dopo 33 giornate di campionato Jarolim riesce, con una giornata d'anticipo, a ripontare lo Slovan alla vittoria nella Corgoň Liga staccando di cinque punti il Senica. In Coppa di Slovacchia la formazione di Bratislava sconfigge 5-4 ai rigori lo Žilina dopo il 3-3 dei tempi regolamentari. In seguito a questi successi Jarolím riceve un'offerta importante dall'Al Ahli e lascia l'incarico. Viene sostituito il 7 agosto 2011 dallo slovacco Vladimír Weiss.

## Statistiche

### Presenze e reti nei club
| Stagione            | Squadra             | Campionato          | Campionato | Campionato | Totale | Totale |
| Stagione            | Squadra             | Comp                | Pres       | Reti       | Pres   | Reti   |
| ------------------- | ------------------- | ------------------- | ---------- | ---------- | ------ | ------ |
| 1971-1972           | Pardubice           |                     | ?          | ?          | ?      | ?      |
| 1972-1973           | Pardubice           |                     | ?          | ?          | ?      | ?      |
| 1973-1974           | Pardubice           |                     | ?          | ?          | ?      | ?      |
| 1974-1975           | Pardubice           |                     | ?          | ?          | ?      | ?      |
| 1975-1976           | Pardubice           |                     | ?          | ?          | ?      | ?      |
| 1976-1977           | Pardubice           |                     | ?          | ?          | ?      | ?      |
| Totale Pardubice    | Totale Pardubice    | Totale Pardubice    | ?          | ?          | ?      | ?      |
| 1977-1978           | Slavia Praga        | 1. L                | ?          | ?          | ?      | ?      |
| 1978-1979           | Dukla Praga         | 1. L                | ?          | ?          | ?      | ?      |
| 1979-1980           | Dukla Tábor         |                     | ?          | ?          | ?      | ?      |
| 1980-1981           | Slavia Praga        | 1. L                | 29         | 6          | 29     | 6      |
| 1981-1982           | Slavia Praga        | 1. L                | 30         | 5          | 30     | 5      |
| 1982-1983           | Slavia Praga        | 1. L                | 26         | 6          | 26     | 6      |
| 1983-1984           | Slavia Praga        | 1. L                | 28         | 9          | 28     | 9      |
| 1984-1985           | Slavia Praga        | 1. L                | 23         | 5          | 23     | 5      |
| 1985-1986           | Slavia Praga        | 1. L                | 22         | 2          | 22     | 2      |
| 1986-1987           | Slavia Praga        | 1. L                | 29         | 11         | 29     | 11     |
| 1987-1988           | Rouen               | D 2                 | 32         | 9          | 32     | 9      |
| 1988-1989           | Rouen               | D 2                 | 22         | 3          | 22     | 3      |
| 1989-1990           | Rouen               | D 2                 | 25         | 1          | 25     | 1      |
| Totale Rouen        | Totale Rouen        | Totale Rouen        | 79         | 13         | 79     | 13     |
| 1990-1991           | Amiens              | Div 3               | ?          | ?          | ?      | ?      |
| 1991-1992           | Slavia Praga        | 1. L                | 28         | 4          | 28     | 4      |
| Totale Slavia Praga | Totale Slavia Praga | Totale Slavia Praga | 215        | 46         | 215    | 46     |
| 1992-1993           | Viktoria Žižkov     | 2. L                | ?          | ?          | ?      | ?      |
| 1993-1994           | Benešov             | 2. L                | ?          | ?          | ?      | ?      |
| 1994-1995           | Bohemians 1905      | 1. L                | 23         | 10         | 23     | 10     |
| 1995                | Arsenal Česká Lípa  |                     | ?          | ?          | ?      | ?      |
| Totale carriera     | Totale carriera     | Totale carriera     | 324        | 69         | 324    | 69     |

### Cronologia presenze e reti in Nazionale
| Cronologia completa delle presenze e delle reti in nazionale ― Cecoslovacchia | Cronologia completa delle presenze e delle reti in nazionale ― Cecoslovacchia | Cronologia completa delle presenze e delle reti in nazionale ― Cecoslovacchia | Cronologia completa delle presenze e delle reti in nazionale ― Cecoslovacchia | Cronologia completa delle presenze e delle reti in nazionale ― Cecoslovacchia | Cronologia completa delle presenze e delle reti in nazionale ― Cecoslovacchia | Cronologia completa delle presenze e delle reti in nazionale ― Cecoslovacchia | Cronologia completa delle presenze e delle reti in nazionale ― Cecoslovacchia |
| Data                                                                          | Città                                                                         | In casa                                                                       | Risultato                                                                     | Ospiti                                                                        | Competizione                                                                  | Reti                                                                          | Note                                                                          |
| ----------------------------------------------------------------------------- | ----------------------------------------------------------------------------- | ----------------------------------------------------------------------------- | ----------------------------------------------------------------------------- | ----------------------------------------------------------------------------- | ----------------------------------------------------------------------------- | ----------------------------------------------------------------------------- | ----------------------------------------------------------------------------- |
| 9-3-1982                                                                      | Mar del Plata                                                                 | Argentina                                                                     | 0 – 0                                                                         | Cecoslovacchia                                                                | Amichevole                                                                    | -                                                                             |                                                                               |
| 24-3-1982                                                                     | Praga                                                                         | Cecoslovacchia                                                                | 2 – 1                                                                         | Grecia                                                                        | Amichevole                                                                    | -                                                                             |                                                                               |
| 14-4-1982                                                                     | Colonia                                                                       | Germania Ovest                                                                | 2 – 1                                                                         | Cecoslovacchia                                                                | Amichevole                                                                    | -                                                                             |                                                                               |
| 27-10-1982                                                                    | Copenaghen                                                                    | Danimarca                                                                     | 1 – 3                                                                         | Cecoslovacchia                                                                | Amichevole                                                                    | -                                                                             |                                                                               |
| 13-11-1982                                                                    | Milano                                                                        | Italia                                                                        | 2 – 2                                                                         | Cecoslovacchia                                                                | Qual. Euro 1984                                                               | -                                                                             |                                                                               |
| 27-3-1983                                                                     | Nicosia                                                                       | Cipro                                                                         | 1 – 1                                                                         | Cecoslovacchia                                                                | Qual. Euro 1984                                                               | -                                                                             |                                                                               |
| 28-3-1984                                                                     | Erfurt                                                                        | Germania Est                                                                  | 2 – 1                                                                         | Cecoslovacchia                                                                | Amichevole                                                                    | -                                                                             |                                                                               |
| 7-4-1984                                                                      | Verona                                                                        | Italia                                                                        | 1 – 1                                                                         | Cecoslovacchia                                                                | Amichevole                                                                    | -                                                                             |                                                                               |
| 16-5-1984                                                                     | Praga                                                                         | Cecoslovacchia                                                                | 1 – 0                                                                         | Danimarca                                                                     | Amichevole                                                                    | -                                                                             |                                                                               |
| 14-10-1984                                                                    | Porto                                                                         | Portogallo                                                                    | 2 – 1                                                                         | Cecoslovacchia                                                                | Qual. Mondiali 1986                                                           | -                                                                             |                                                                               |
| 31-10-1984                                                                    | Praga                                                                         | Cecoslovacchia                                                                | 4 – 0                                                                         | Malta                                                                         | Qual. Mondiali 1986                                                           | -                                                                             |                                                                               |
| 3-6-1987                                                                      | Copenaghen                                                                    | Danimarca                                                                     | 1 – 1                                                                         | Cecoslovacchia                                                                | Qual. Euro 1988                                                               | -                                                                             |                                                                               |
| 9-9-1987                                                                      | Helsinki                                                                      | Finlandia                                                                     | 3 – 0                                                                         | Cecoslovacchia                                                                | Qual. Euro 1988                                                               | -                                                                             |                                                                               |
| Totale                                                                        |                                                                               | Presenze                                                                      | 13                                                                            |                                                                               | Reti                                                                          | 2                                                                             |                                                                               |

## Palmarès

### Giocatore

#### Competizioni nazionali
- Campionato cecoslovacco: 1

Dukla Praga: 1978-1979

#### Competizioni internazionali
- Coppa Piano Karl Rappan: 3

Slavia Praga: 1978, 1986, 1992

### Allenatore

#### Club

##### Competizioni nazionali
- Campionato ceco: 2

Slavia Praga: 2007-2008, 2008-2009
- Campionato slovacco: 1

Slovan Bratislava: 2010-2011
- Coppa della Repubblica Ceca: 1

Mlada Boleslav: 2015-2016

#### Individuale
- Allenatore ceco dell'anno: 1

2008